# Жабко, Валерий Николаевич
Валерий Николаевич Жабко (18 августа 1967, Вичуга, Ивановская область, СССР) — российский и советский футболист, тренер. Мастер спорта СССР.

## Биография
Воспитанник волгоградской спортшколы «Баррикады». Свою карьеру начинал в команде «Торпедо» (Волжский). Позже Жабко выступал за «Ротор». В 1994—1995 гг. футболист играл в Высшей лиге за камышинский «Текстильщик». Вместе с клубом он принимал участие в еврокубках. Затем Жабко перебрался в «Металлург» (Липецк), откуда ушёл из-за нарушения дисциплины. В 2000 году футболист провел один сезон в Высшей лиге в «Сатурне».
Всего в высшем эшелоне российского футбола Жабко сыграл 71 игру и забил 1 гол.
Завершал свою карьеру футболист в командах низших и любительских дивизионов (в 2004 году играл за рязанскую команду МЖК, выигравшую первенство МФФ «Золотое кольцо» и ставшую вице-чемпионом России среди ЛФК на финальном турнире).
Работает тренером в Волгоградском училище олимпийского резерва. Имеет тренерскую лицензию категории «С».